# Donkey Kong Country: Tropical Freeze
Donkey Kong Country: Tropical Freeze (abgekürzt DKCTF) ist der fünfte Teil der Donkey-Kong-Country-Videospielserie. Er wurde auf der E3 2013 von Nintendo vorgestellt und wurde am 21. Februar 2014 für die Spielkonsole Wii U veröffentlicht.

## Handlung
Während Donkey Kong zusammen mit Diddy, Dixie und Cranky Kong seinen Geburtstag feiert, greifen Wikinger-Tiere (genannt „Viehkinger“) die Kong-Insel an. Der Anführer der Viehkinger, König Qual, bläst dabei in ein magisches Horn, wodurch ein Schneesturm auf der Kong-Insel ausgelöst und die Insel in einen ewigen Winter befördert wird. Während des Schneesturms verließen die Kongs die Kong-Hütte, um zu sehen, was los ist. Dadurch wurden sie Opfer eines schweren Orkans, welcher die Kongs daraufhin auf eine weit entfernte Insel schleudert. Nun müssen sich Donkey Kong und seine Freunde zurück auf ihre Insel kämpfen und schließlich die Viehkinger besiegen.

## Spielprinzip

### Allgemeines
Das Spielprinzip von Donkey Kong Country: Tropical Freeze greift auf viele bekannte Elemente aus Donkey Kong Country Returns zurück. So sind in jedem Level die Buchstaben K-O-N-G verteilt, die einzusammeln sind. Außerdem sind in jedem Level bis zu neun Puzzleteile versteckt. Wenn der Spieler alle Kong-Buchstaben bzw. alle Puzzleteile in einem Level finden konnte, wird dies auf der Karte und in der Statistik angezeigt. Neben den Buchstaben und den Puzzleteilen sind in jeden Level zahlreiche Bananen sowie kleine und große Bananenstauden verteilt. Diese füllen die Kong-Spezialfähigkeitenleiste auf. Außerdem erhält man für 100 gesammelte Bananen ein Extraleben. Kleine Stauden ergeben fünf Bananen, große ergeben 20. Neben den Bananen ist es auch unerlässlich, Bananenmünzen einzusammeln. Mit diesen können bei Funky Items erworben werden.
Jedes Level kann wie in Donkey Kong Country Returns in einem fordernden Zeitspielmodus absolviert werden. Dabei muss man das Level in einer bestimmten Zeit beenden und erhält je nach Zeit eine goldene, silberne, bronzene oder auch gar keine Medaille. Donkey Kong Country: Tropical Freeze kann als Einzelspieler gespielt werden, es enthält aber auch einen kooperativen Zweispieler-Modus, bei dem jeder Spieler einen der Charaktere steuert. Im Einzelspielermodus steuert man aktiv nur Donkey Kong, der von einem der anderen Kongs begleitet werden kann. Jeder der Charaktere verfügt über spezielle Fähigkeiten und Spezialattacken.
Wieder eingeführt wurden im Spiel Unterwasserlevel, die in Donkey Kong Country Returns im Gegensatz zu den Donkey-Kong-Country-Spielen für das SNES nicht vorhanden sind. Neu ist hier allerdings, dass es eine Sauerstoffleiste gibt. Während die Kongs in der ursprünglichen Donkey-Kong-Country-Reihe die Luft unendlich lang anhalten konnten, müssen sie in DKCTF von Zeit zu Zeit neue Luft holen. Tut man dies nicht, verliert man zunächst ein Herz, kurze Zeit später ein Leben.
Die Kamera-Einstellung von Donkey Kong Country: Tropical Freeze unterscheidet sich gegenüber den Vorgängern. Während es sich bei den ursprünglichen Donkey-Kong-Country-Teilen für das SNES um reine Side-Scroller handelte, dort also immer nur ein Teil des Levels horizontal von links nach rechts oder umgekehrt angezeigt wurde, bewegt sich die Kamera bei Donkey Kong Country: Tropical Freeze teilweise auch im Hintergrund oder dreht sich in manchen Leveln umher. Somit werden bei DKCTF die typischen 2D-Elemente mit 3D-Elementen verbunden. Auf diese Weise wollen die Entwickler sowohl neue Sinnes- als auch Gameplay-Eindrücke schaffen.
Gesteuert werden kann das Spiel mit dem Wii-U-Controller (GamePad), der Wii-Fernbedienung, dem Nunchuk und dem Wii-U-Pro-Controller.

### Extraschwer-Modus
Beendet man alle Level des Spiels wird der sogenannte Extraschwer-Modus freigeschaltet. In diesem Modus können alle Level erneut absolviert werden. Man kann dabei auch im Einzelspielermodus alle Charaktere auswählen. Allerdings kann man nur mit einem Charakter antreten, ein Begleiter kann weder mitgenommen werden, noch über die Kong-Fässer erhalten werden. Zudem wurden alle Checkpoints entfernt und man tritt mit nur einem Herz an.
Die Puzzelteile müssen dabei nicht erneut gefunden werden, allerdings sind die KONG-Buchstaben in blauer Farbe vorhanden und erneut einzusammeln. Beendet man ein Level im Extraschwer-Modus, wird dies auf der Karte und in der Statistik angezeigt. Der Extraschwer-Modus ersetzt den sogenannten Spiegelmodus aus Donkey Kong Country Returns, bei dem alle Level erneut spiegelverkehrt absolviert werden können, wenn man jedes Level im normalen Modus beenden konnte. Die Grundregeln unterscheiden sich im Extraschwer-Modus und im Spiegelmodus nicht.

### Extras
In Donkey Kong Country: Tropical Freeze können diverse Extras freigeschaltet werden. So sind 41 Figuren der Charaktere und Gegenstände des Spiels vorhanden, die man bei Funky Kong am Spielzeugautomat erstehen kann. Außerdem kann man einzelne Musikstücke aus den Leveln und Bilder freischalten. Ein Bild spielt man frei, indem man in einem Level alle Puzzelteile findet und einsammelt. Beendet man eine komplette Spielwelt, erhält man zudem ein sogenanntes Diorama. Alle Extras können über das Startmenü angewählt und eingesehen werden.

## Spielwelten und Levelaufteilung
Donkey Kong Country: Tropical Freeze ist zunächst in die sechs Spielwelten Mangrovien, Alpatoll, La Savanna, Ozetanien, Marmaloupe und Donkey Kong-Insel eingeteilt. Die Spielwelten bestehen wiederum im Regelfall aus sechs regulären Leveln, die durchnummeriert werden und einen individuellen Levelnamen besitzen (Beispiel: „1-1 Mangrovia Bay“; Die erste Zahl steht für die Spielwelt, die zweite Zahl für die Levelnummer). Zudem sind in jeder Spielwelt drei Zusatzlevel vorhanden. Diese werden mit A, B sowie K und dem jeweiligen Levelnamen bezeichnet (Beispiel: „1-A Hopp, Hopp, Hurra“). Die A- und B-Level werden freigeschaltet, wenn man in bestimmten vorherigen Leveln einen zusätzlichen Ausgang finden konnte. Die K-Level werden freigeschaltet, sobald man in den übrigen Level der Spielwelt alle KONG-Buchstaben einsammeln konnte. Zudem hat jede Spielwelt einen Endgegner. Dieses Level wird mit der Nummer der Spielwelt und dem Wort „BOSS“ sowie wieder einem individuellen Levelnamen bezeichnet (Beispiel: „1-BOSS Halfpipe der Halbstarken“).
Die Spielwelt Mangrovien hat nur vier reguläre Level, die Spielwelt Donkey Kong-Insel dafür acht. Schafft man ein K-Level, die allesamt als äußerst anspruchsvoll anzusehen sind, erhält man ein sogenanntes „mysteriöses Artefakt“. Das letzte Artefakt erhält man beim Sieg über den finalen Endgegner König Qual. Hat man alle Artefakte gesammelt, wird die siebte und geheime Spielwelt Incognito Island freigeschaltet, die aus drei Level besteht.

## Charaktere
In Donkey Kong Country: Tropical Freeze sind Donkey Kong, Diddy Kong, Dixie Kong und Cranky Kong spielbar. In der Nintendo-Switch-Version ist außerdem noch Funky Kong spielbar, der wegen seines Surfbretts immun gegen Stacheln ist sowie schweben und Doppelsprünge ausführen kann. Jeder dieser Charaktere hat spezifische Charakteristika. Diddy Kong kann seinen Raketenrucksack einsetzen, um den Spieler für kurze Zeit in der Luft zu halten und so weitere Abgründe oder ähnliches überwinden zu können. Dixie Kong kann wiederum ihren Pferdeschwanz als Propeller benutzen, um in die Höhe zu steigen und Cranky Kong kann seinen Stock einsetzen, um über Stacheln und Dornen zu springen. Außerdem hat jeder Kong eine sogenannte Spezialfähigkeit. Diese kann aktiviert werden, wenn die Kong-Spezialfähigkeiten-Leiste gefüllt ist. Bei Diddy Kongs Spezialattake verwandeln sich alle in der Nähe befindlichen Gegner in rote Luftballons, bei der von Cranky Kong in Bananenmünzen und bei Dixie Kongs in Herzen.
Die Bösewichte sind die sogenannten Viehkinger, als Wikinger verkleidete Tiere aus den Polargebieten. Diese ersetzen die Tikis aus Donkey Kong Country Returns. Anführer der Viehkinger ist eine schattenartige Kreatur namens König Qual. Dieser trägt Pelz, einen Wikingerhelm und ein Horn. Andere Bosse sind ein Seelöwe namens Prahl Theo I., eine riesige Schneeeule (Gruhusel, der Unruhestifter), drei Paviane (Die radikalen Rambazambas), ein Kugelfisch (Pfuigu, der Pfuiminante) und ein Polarbär (Haulukas, der Unkaputtbare).

## Spielgegenstände
In Donkey Kong Country: Tropical Freeze sind eine Reihe von Gegenständen vorhanden, die in den einzelnen Leveln gesammelt werden können.
- Bananen: Für 100 gesammelte Bananen erhält man ein Extraleben, außerdem füllen sie die Kong-Spezialfähigkeiten-Leiste auf.
- Bananenmünzen: Mit diesen können bei Funky Items erworben werden.
- Herzen: Im normalen Modus hat jeder Kongs standardmäßig zwei Herzen. Nimmt man Schaden, wird ein Herz entfernt. Die in den Leveln befindlichen Herzen heilen den Schaden und füllen die Herzleiste wieder auf.
- Roter Ballon: Ergibt ein Extraleben.
- KONG-Buchstaben: Sie sind in jedem Level verteilt und müssen eingesammelt werden. Hat man alle gefunden, wird dies auf der Karte und in der Statistik angezeigt. Außerdem ist das Einsammeln der KONG-Buchstaben Voraussetzung dafür, dass man die K-Level betreten kann. Die Buchstaben sind gelb, auf roten Untergrund. Im Extraschwer-Modus können die Buchstaben erneut eingesammelt werden. Dort sind sie gelb auf blauen Untergrund.
- Puzzelteile: In jedem Level sind entweder fünf, sieben oder neun Puzzleteile versteckt. Sie müssen gefunden werden. Hat man sie einmal eingesammelt, werden sie gespeichert und müssen nicht erneut geholt werden, wenn man ein Leben verliert.
- Kong-Fässer: In diesen befinden sich die Begleiter. Diddy Kong im DD-Fass, Dixie im DX-Fass und Cranky im CK-Fass. Meistens sind drehbare Kong-Fässer vorhanden, bei denen man sich den Begleiter aussuchen kann, teilweise ist aber nur ein bestimmtes Kong-Fass im Level platziert.

Neben den in den Leveln auffindbaren Gegenständen können bei Funky Kong in seiner sogenannten „Krimskramskiste“ verschiedene Items erworben werden, die den Spielablauf erleichtern sollen. Maximal können pro Level drei Items gleichzeitig eingesetzt werden, manche von ihnen auch doppelt.
- Squawks: Der Tierhelfer gibt Hinweise auf die Fundorte der Puzzelteile. Nähert man sich einem solchen, bewegt sich Squawks auffällig und gibt Vogellaute von sich. (Kosten: 10 Bananenmünzen)
- Extraherzen: Fügt ein weiteres Herz zu der Herzenleiste hinzu. (Kosten: 15 Bananenmünzen)
- Bananensaft: Macht die Kongs nach einem Treffer für kurze Zeit unverwundbar. (Kosten: 15 Bananenmünzen)
- Roter Ballon: Ergibt ein Extraleben. (Kosten: 3 Bananenmünzen)
- Grüner Ballon: Er befördert die Kongs einmalig zurück ins Level, wenn sie in einen Abgrund gestürzt sind. (Kosten: 5 Bananenmünzen)
- Blauer Ballon: Er füllt Sauerstoff der leiste der Kongs einmalig wieder auf, wenn sich diese unter Wasser vollständig geleert hat. (Kosten: 7 Bananenmünzen)
- Vollkasko: Dieses ermöglicht, dass man in einer Lore oder einem Raketenfass einmal mehr Schaden erleiden kann. (Kosten: 10 Bananenmünzen)
- Tragbare DD-/DX-/CK-Fässer: Kauft man ein solches, ist der jeweilige Begleiter von Anfang an vorhanden, unabhängig von den regulären Kong-Fässern. (Kosten: je 15 Bananenmünzen)
- Spielzeugautomat: Dort können Figuren erstanden werden. Diese sind dann in den Extras einsehbar. (Kosten: je 5 Bananenmünzen)

## Entwicklung

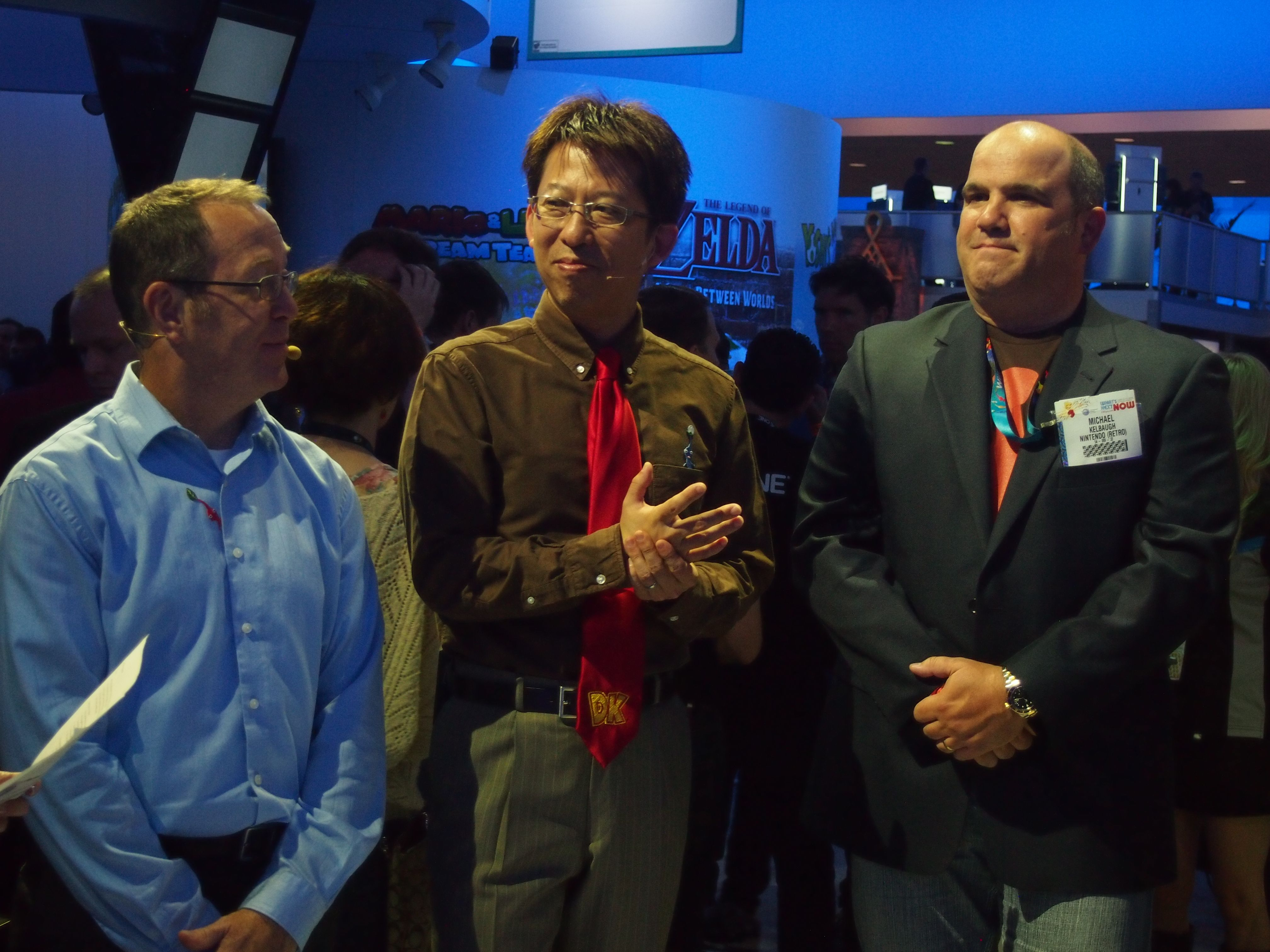
Kensuke Tanabe (Mitte) und Michael Kelbaugh (rechts) stellten das Spiel auf der E3 2013 vor.

Donkey Kong Country: Tropical Freeze wird vom in Texas einheimischen Spieleentwickler Retro Studios entwickelt und von Nintendo veröffentlicht. Retro Studios war auch für die Entwicklung des Wii-Vorgänger Donkey Kong Country Returns verantwortlich. Die ursprüngliche Donkey-Kong-Country-Reihe für das SNES stammt aus dem Hause Rare. Producer des Spiels ist Kensuke Tanabe. Dieser war auch beim Wii-Vorgänger und beim 3DS-Ableger Donkey Kong Country Returns 3D als Producer tätig. Als Director wurde Risa Tabata eingesetzt. Beide sind Mitarbeiter des Nintendo-Studios Nintendo Software Planning & Development (SPD) 3, das an der Entwicklung von DKCTF beteiligt ist. Der Soundtrack von Donkey Kong Country: Tropical Freeze stammt von David Wise, der auch bereits die Soundtracks der ursprünglichen Donkey-Kong-Country-Reihe komponierte. Ein Teil der Musik von Tropical Freeze basiert auch auf Tracks aus dem von Wise zusammen mit Eveline Fischer und Robin Beanland produzierten Donkey-Kong-Country-Soundtrack DK Jamz sowie auf den ebenfalls von Wise stammenden Donkey-Kong-Country-2-Soundtrack und Donkey-Kong-Country-3-Soundtrack.
Erste Spekulationen, dass die Retro Studios an einem Wii-U-Spiel arbeiten, kamen im April 2011 auf. Am Ende 2011 erschienenen Mario Kart 7 war das Studio in unterstützender Position beteiligt. In der nächsten Zeit expandierte das Studio stark. So zog das Studio gegen Ende 2012 in ein neues, größeres Gebäude um und heuerte 2011/2012 Mitarbeiter aus bekannten Studios wie Vigil Games, Naughty Dog oder Junction Point an.
Nachdem Nintendo-Chefproduzent und Donkey-Kong-Erfinder Shigeru Miyamoto im Dezember 2011 in einem Interview sagte, die Retro Studios seien ein möglicher Kandidat für die Entwicklung des nächsten The-Legend-of-Zelda-Spiels, wurde spekuliert, dass das Studio an einem neuen Zelda-Titel arbeitet. Mitte Juni 2012 hingegen bestätigte Miyamoto, dass die Retro Studios nicht an einem neuen Zelda arbeiten. Mit den Arbeiten an ihrem Wii-U-Spiel seien sie zu sehr beschäftigt. Andere Spekulationen über den Titel sahen neue Metroid- oder Star-Fox-Ableger vor.
Im Juni 2012 wurde der Nintendo-of-America-Präsident Reggie Fils-Aimé nach dem Retro-Studios-Projekt gefragt, worauf dieser antwortete, er dürfe es noch nicht enthüllen. Bis zur Ankündigung dauere es wahrscheinlich noch, sagte Fils-Aime damals. Nachdem der Nintendo-Produzent Hiro Yamada Ende April 2013 eine baldige Enthüllung implizierte, wurde das Spiel schließlich von Nintendo während der Spielemesse E3 am 11. Juni 2013 angekündigt. Besucher der Messe konnten eine Demoversion des Spiels testen. Kurz nach der Ankündigung äußerte Retro-Studios-Präsident Michael Kelbaugh im Interview, nach der Fertigstellung von Donkey Kong Country Returns wollte sein Studio einen weiteren Serienableger entwickeln, auch in Anbetracht der Möglichkeiten der Wii-U-Hardware. Er und sein Studio würden zwar in Zukunft gerne einen weiteren Metroid-Teil entwickeln, das ganze Team sei aber mit DKCTF beschäftigt.
Am 1. Oktober 2013, wenige Wochen vor der geplanten Veröffentlichung des Spiels, kündigte Nintendo eine Verschiebung an. Da die Entwicklung mehr Zeit beanspruche, werde Tropical Freeze erst Anfang 2014 auf den Markt gebracht werden.
Am 8. Dezember 2013 gab der Präsident von Nintendo USA bekannt, dass Cranky Kong ein spielbarer Charakter sein wird. Seine Fähigkeit ist das Benutzen eines Pogostabes. Außerdem wurde bekanntgegeben, dass das Spiel in den USA am 21. Februar 2014 erscheinen wird.

## Rezeption

### Kritiken
Die Kritiken von Donkey Kong Country: Tropical Freeze fielen durchwegs positiv aus. Vor allem die Grafik wurde von den Spieletestern gelobt. Kritikpunkte waren beispielsweise, dass das Gamepad nicht ausreichend miteingebunden wurde und der teilweise sehr hohe Schwierigkeitsgrad des Spiels.

„Somit kann die Donkey Kong Country-Reihe auch auf der Wii U ohne Zweifel überzeugen und bietet wieder einmal hervorragende Jump’n’Run-Kost, die mit ihrer hübschen Grafik und dem tollen Soundtrack zu gefallen weiß. Kritikpunkte gibt es dabei nur wenige, wie beispielsweise die eher schwache Nutzung des GamePads, denn ein paar nette Informationen auf dem Bildschirm hätten es dann doch ruhig sein dürfen. Davon abgesehen bleibt Tropical Freeze ein toller Ableger der Serie, der für viele Stunden begeistern kann. Der Umfang geht mit sechs Welten und einigen Bonus-Level auf jeden Fall in Ordnung und selbst nach dem Durchzocken gibt es aufgrund der vielen Sammelobjekte noch mehr als genug zu tun. Wer alles einsammeln und erleben möchte, der darf also unzählige Stunden einplanen, nicht zuletzt, weil der Schwierigkeitsgrad immer wieder mehrere Anläufe erfordert. Wer eine Wii U besitzt, der sollte sich Donkey Kong Country: Tropical Freeze somit unbedingt näher anschauen und bekommt einen richtig, richtig guten Vertreter des Genres geboten.“

„Donkey Kong macht keine Kompromisse! Das Spiel ist optisch wie akustisch eine Augenweide, die Steuerung absolut präzise, die Level sind extrem fordernd. Schon in der ersten Welt müssen sich auch gestandene Spieler gehörig anstrengen – aber das Game bleibt immer fair. Wenn Sie scheitern, liegt das meist nur am anspruchsvollen Spieldesign und mangelnder Übung.“

„„Donkey Kong Country: Tropical Freeze“ ist abwechslungsreich, charmant und bockschwer. Es setzt die Tugenden seines inzwischen vier Jahre alten Vorgängers konsequent fort, traut sich aber nicht, das etablierte Konzept mit echten Neuerungen nachhaltig zu erweitern. Stattdessen bedient sich „Tropical Freeze“ weiterhin bei den SNES-Klassikern und bringt Unterwasser-Levels und zwei weitere Kongs zurück. Das ändert natürlich wenig am nach wie vor hervorragenden Level-Design, der vorbildlichen spielerischen Abwechslung und dem Spaß, den man mit diesem Spiel hat. Nur weiß ich, dass die Retro Studios nicht nur sehr gut können. Sie können großartig.“

### Wertungsspiegel
Donkey Kong Country: Tropical Freeze hat bei Metacritic eine Durchschnittswertung von 83/100 Punkten. Bei Gamerankings lag der Wertungsdurchschnitt zuletzt bei 84,46 %.

### Verkaufszahlen
In Japan verkaufte sich Tropical Freeze in der ersten Woche nach seiner Markteinführung laut Media Create über 35.000 Mal, womit es den zweiten Platz der japanischen Videospielwochencharts belegte. In Nordamerika wurde das Spiel in den ersten acht Tagen nach Veröffentlichung bereits über 130.000 mal verkauft. Insgesamt konnte sich das Spiel auf der Wii U knapp 2 Millionen Mal verkaufen; die Portierung für Nintendo Switch überbot diese Verkaufszahl in zwei Wochen.

## Auszeichnungen
| Website      | Auszeichnung                | Kategorie                                           | Resultat  | Jahr | Einzelnachweis |
| ------------ | --------------------------- | --------------------------------------------------- | --------- | ---- | -------------- |
| Destructoid  | Destructoid’s Best of 2014  | Best Overall Game („Bestes Gesamtspiel“)            | Nominiert | 2014 | [ 41 ]         |
| Destructoid  | Destructoid’s Best of 2014  | Best Game Mechanics („Beste Spielmechanik“)         | Nominiert | 2014 | [ 42 ]         |
| GameSpot     | GameSpot’s Game of the Year | Wii U Game of the Year („Wii-U-Spiel des Jahres“)   | Nominiert | 2014 | [ 43 ]         |
| GameTrailers | GameTrailers’s Best of 2014 | Best Platformer („Bester Plattformer“)              | Gewonnen  | 2014 | [ 44 ]         |
| GameTrailers | GameTrailers’s Best of 2014 | Best Wii U Exclusive („Bestes Wii-U-Exclusivspiel“) | Nominiert | 2014 | [ 45 ]         |
| GameTrailers | GameTrailers’s Best of 2014 | Game of the Year („Spiel des Jahres“)               | Nominiert | 2014 | [ 46 ]         |
| IGN          | IGN’s Best of 2014          | Best Platformer („Bester Plattformer“)              | Nominiert | 2015 | [ 47 ]         |
| IGN          | IGN’s Best of 2014          | Best Wii U Game („Bestes Wii-U-Spiel“)              | Nominiert | 2015 | [ 48 ]         |

## Trivia
- Donkey Kong Country: Tropical Freeze enthält diverse Anspielungen auf frühere Donkey-Kong-Spiele. Beispielsweise ist im Level „1-1 Mangrovia Bay“ ein Flugzeugwrack betretbar, in dem sich unter anderem mehrere Fernsehgeräte befinden. Trommelt man nun auf den Boden, erscheint auf den Bildschirmen das europäische und japanische Logo von Donkey Kong Country Returns und es ist das Donkey-Kong-Country-Returns-Theme zu hören. Außerdem ist im Level „1-3 Wrackwanderung“ ein Plattenspieler zu finden. Aktiviert man diesen mittels einer Trommelattacke, wird die Titelmelodie von Donkey Kong Country abgespielt. Außerdem sind in der sechsten Welt die Level an die acht Welten aus dem Vorgänger angelehnt und es finden sich einige bekannte Elemente wie Bosse und andere Hintergrunddetails wieder.
- Die ersten fünf Welten verkörpern die fünf Kontinente. Mangrovien steht hierbei für Asien, Alpatoll für Europa, La Savanna für Afrika, Ozetanien für Ozeanien und Marmaloupe für Amerika.
- Ist der Spieler innerhalb eines Levels für längere Zeit inaktiv, beginnt Donkey Kong auf einem Nintendo 3DS XL zu spielen, wobei auch verschiedene Soundeffekte aus 3DS-Spielen zu hören sind.

## Vorgänger
Folgende Übersicht bildet alle Spiele der Donkey-Kong-Country-Reihe mit allen Ablegern und Remakes der Spiele ab.
| Donkey Kong Country (1994 – SNES)             | Donkey Kong Country (1994 – SNES)           | Donkey Kong Country (1994 – SNES)           | Donkey Kong Country (1994 – SNES)           | Donkey Kong Country (1994 – SNES)           | Donkey Kong Country (1994 – SNES)           |  |  | Donkey Kong Country 2: Diddy’s Kong Quest (1995 – SNES)             | Donkey Kong Country 2: Diddy’s Kong Quest (1995 – SNES)             | Donkey Kong Country 2: Diddy’s Kong Quest (1995 – SNES)             | Donkey Kong Country 2: Diddy’s Kong Quest (1995 – SNES)             | Donkey Kong Country 2: Diddy’s Kong Quest (1995 – SNES)             | Donkey Kong Country 2: Diddy’s Kong Quest (1995 – SNES)             |  |  | Donkey Kong Country 3: Dixie Kong’s Double Trouble! (1996 – SNES) | Donkey Kong Country 3: Dixie Kong’s Double Trouble! (1996 – SNES) | Donkey Kong Country 3: Dixie Kong’s Double Trouble! (1996 – SNES) | Donkey Kong Country 3: Dixie Kong’s Double Trouble! (1996 – SNES) | Donkey Kong Country 3: Dixie Kong’s Double Trouble! (1996 – SNES) | Donkey Kong Country 3: Dixie Kong’s Double Trouble! (1996 – SNES) |  |  | Donkey Kong Country Returns (2010 – Wii)    | Donkey Kong Country Returns (2010 – Wii)    | Donkey Kong Country Returns (2010 – Wii)    | Donkey Kong Country Returns (2010 – Wii)    | Donkey Kong Country Returns (2010 – Wii)    | Donkey Kong Country Returns (2010 – Wii)    |  |  | Donkey Kong Country: Tropical Freeze (2014 – Wii U) | Donkey Kong Country: Tropical Freeze (2014 – Wii U) | Donkey Kong Country: Tropical Freeze (2014 – Wii U) | Donkey Kong Country: Tropical Freeze (2014 – Wii U) | Donkey Kong Country: Tropical Freeze (2014 – Wii U) | Donkey Kong Country: Tropical Freeze (2014 – Wii U) |  |  |  |  |  |  |  |  |  |  |  |  |  |  |  |  |  |  |  |  |  |  |  |  |
| Donkey Kong Country (1994 – SNES)             | Donkey Kong Country (1994 – SNES)           | Donkey Kong Country (1994 – SNES)           | Donkey Kong Country (1994 – SNES)           | Donkey Kong Country (1994 – SNES)           | Donkey Kong Country (1994 – SNES)           |  |  | Donkey Kong Country 2: Diddy’s Kong Quest (1995 – SNES)             | Donkey Kong Country 2: Diddy’s Kong Quest (1995 – SNES)             | Donkey Kong Country 2: Diddy’s Kong Quest (1995 – SNES)             | Donkey Kong Country 2: Diddy’s Kong Quest (1995 – SNES)             | Donkey Kong Country 2: Diddy’s Kong Quest (1995 – SNES)             | Donkey Kong Country 2: Diddy’s Kong Quest (1995 – SNES)             |  |  | Donkey Kong Country 3: Dixie Kong’s Double Trouble! (1996 – SNES) | Donkey Kong Country 3: Dixie Kong’s Double Trouble! (1996 – SNES) | Donkey Kong Country 3: Dixie Kong’s Double Trouble! (1996 – SNES) | Donkey Kong Country 3: Dixie Kong’s Double Trouble! (1996 – SNES) | Donkey Kong Country 3: Dixie Kong’s Double Trouble! (1996 – SNES) | Donkey Kong Country 3: Dixie Kong’s Double Trouble! (1996 – SNES) |  |  | Donkey Kong Country Returns (2010 – Wii)    | Donkey Kong Country Returns (2010 – Wii)    | Donkey Kong Country Returns (2010 – Wii)    | Donkey Kong Country Returns (2010 – Wii)    | Donkey Kong Country Returns (2010 – Wii)    | Donkey Kong Country Returns (2010 – Wii)    |  |  | Donkey Kong Country: Tropical Freeze (2014 – Wii U) | Donkey Kong Country: Tropical Freeze (2014 – Wii U) | Donkey Kong Country: Tropical Freeze (2014 – Wii U) | Donkey Kong Country: Tropical Freeze (2014 – Wii U) | Donkey Kong Country: Tropical Freeze (2014 – Wii U) | Donkey Kong Country: Tropical Freeze (2014 – Wii U) |  |  |  |  |  |  |  |  |  |  |  |  |  |  |  |  |  |  |  |  |  |  |  |  |
|                                               |                                             |                                             |                                             |                                             |                                             |  |  |                                                                     |                                                                     |                                                                     |                                                                     |                                                                     |                                                                     |  |  |                                                                   |                                                                   |                                                                   |                                                                   |                                                                   |                                                                   |  |  |                                             |                                             |                                             |                                             |                                             |                                             |  |  |                                                     |                                                     |                                                     |                                                     |                                                     |                                                     |  |  |  |  |  |  |  |  |  |  |  |  |  |  |  |  |  |  |  |  |  |  |  |  |
| Donkey Kong Land (1995 – Game Boy)            | Donkey Kong Land (1995 – Game Boy)          | Donkey Kong Land (1995 – Game Boy)          | Donkey Kong Land (1995 – Game Boy)          | Donkey Kong Land (1995 – Game Boy)          | Donkey Kong Land (1995 – Game Boy)          |  |  | Donkey Kong Land 2 (1996 – Game Boy)                                | Donkey Kong Land 2 (1996 – Game Boy)                                | Donkey Kong Land 2 (1996 – Game Boy)                                | Donkey Kong Land 2 (1996 – Game Boy)                                | Donkey Kong Land 2 (1996 – Game Boy)                                | Donkey Kong Land 2 (1996 – Game Boy)                                |  |  | Donkey Kong Land III (1997 – Game Boy)                            | Donkey Kong Land III (1997 – Game Boy)                            | Donkey Kong Land III (1997 – Game Boy)                            | Donkey Kong Land III (1997 – Game Boy)                            | Donkey Kong Land III (1997 – Game Boy)                            | Donkey Kong Land III (1997 – Game Boy)                            |  |  | Donkey Kong Country Returns 3D (2013 – 3DS) | Donkey Kong Country Returns 3D (2013 – 3DS) | Donkey Kong Country Returns 3D (2013 – 3DS) | Donkey Kong Country Returns 3D (2013 – 3DS) | Donkey Kong Country Returns 3D (2013 – 3DS) | Donkey Kong Country Returns 3D (2013 – 3DS) |  |  |                                                     |                                                     |                                                     |                                                     |                                                     |                                                     |  |  |  |  |  |  |  |  |  |  |  |  |  |  |  |  |  |  |  |  |  |  |  |  |
| Donkey Kong Land (1995 – Game Boy)            | Donkey Kong Land (1995 – Game Boy)          | Donkey Kong Land (1995 – Game Boy)          | Donkey Kong Land (1995 – Game Boy)          | Donkey Kong Land (1995 – Game Boy)          | Donkey Kong Land (1995 – Game Boy)          |  |  | Donkey Kong Land 2 (1996 – Game Boy)                                | Donkey Kong Land 2 (1996 – Game Boy)                                | Donkey Kong Land 2 (1996 – Game Boy)                                | Donkey Kong Land 2 (1996 – Game Boy)                                | Donkey Kong Land 2 (1996 – Game Boy)                                | Donkey Kong Land 2 (1996 – Game Boy)                                |  |  | Donkey Kong Land III (1997 – Game Boy)                            | Donkey Kong Land III (1997 – Game Boy)                            | Donkey Kong Land III (1997 – Game Boy)                            | Donkey Kong Land III (1997 – Game Boy)                            | Donkey Kong Land III (1997 – Game Boy)                            | Donkey Kong Land III (1997 – Game Boy)                            |  |  | Donkey Kong Country Returns 3D (2013 – 3DS) | Donkey Kong Country Returns 3D (2013 – 3DS) | Donkey Kong Country Returns 3D (2013 – 3DS) | Donkey Kong Country Returns 3D (2013 – 3DS) | Donkey Kong Country Returns 3D (2013 – 3DS) | Donkey Kong Country Returns 3D (2013 – 3DS) |  |  |                                                     |                                                     |                                                     |                                                     |                                                     |                                                     |  |  |  |  |  |  |  |  |  |  |  |  |  |  |  |  |  |  |  |  |  |  |  |  |
| Donkey Kong Country (2000 – Game Boy Color)   | Donkey Kong Country (2000 – Game Boy Color) | Donkey Kong Country (2000 – Game Boy Color) | Donkey Kong Country (2000 – Game Boy Color) | Donkey Kong Country (2000 – Game Boy Color) | Donkey Kong Country (2000 – Game Boy Color) |  |  | Donkey Kong Country 2: Diddy’s Kong Quest (2004 – Game Boy Advance) | Donkey Kong Country 2: Diddy’s Kong Quest (2004 – Game Boy Advance) | Donkey Kong Country 2: Diddy’s Kong Quest (2004 – Game Boy Advance) | Donkey Kong Country 2: Diddy’s Kong Quest (2004 – Game Boy Advance) | Donkey Kong Country 2: Diddy’s Kong Quest (2004 – Game Boy Advance) | Donkey Kong Country 2: Diddy’s Kong Quest (2004 – Game Boy Advance) |  |  | Donkey Kong Country 3 (2005 – Game Boy Advance)                   | Donkey Kong Country 3 (2005 – Game Boy Advance)                   | Donkey Kong Country 3 (2005 – Game Boy Advance)                   | Donkey Kong Country 3 (2005 – Game Boy Advance)                   | Donkey Kong Country 3 (2005 – Game Boy Advance)                   | Donkey Kong Country 3 (2005 – Game Boy Advance)                   |  |  |                                             |                                             |                                             |                                             |                                             |                                             |  |  |                                                     |                                                     |                                                     |                                                     |                                                     |                                                     |  |  |  |  |  |  |  |  |  |  |  |  |  |  |  |  |  |  |  |  |  |  |  |  |
| Donkey Kong Country (2000 – Game Boy Color)   | Donkey Kong Country (2000 – Game Boy Color) | Donkey Kong Country (2000 – Game Boy Color) | Donkey Kong Country (2000 – Game Boy Color) | Donkey Kong Country (2000 – Game Boy Color) | Donkey Kong Country (2000 – Game Boy Color) |  |  | Donkey Kong Country 2: Diddy’s Kong Quest (2004 – Game Boy Advance) | Donkey Kong Country 2: Diddy’s Kong Quest (2004 – Game Boy Advance) | Donkey Kong Country 2: Diddy’s Kong Quest (2004 – Game Boy Advance) | Donkey Kong Country 2: Diddy’s Kong Quest (2004 – Game Boy Advance) | Donkey Kong Country 2: Diddy’s Kong Quest (2004 – Game Boy Advance) | Donkey Kong Country 2: Diddy’s Kong Quest (2004 – Game Boy Advance) |  |  | Donkey Kong Country 3 (2005 – Game Boy Advance)                   | Donkey Kong Country 3 (2005 – Game Boy Advance)                   | Donkey Kong Country 3 (2005 – Game Boy Advance)                   | Donkey Kong Country 3 (2005 – Game Boy Advance)                   | Donkey Kong Country 3 (2005 – Game Boy Advance)                   | Donkey Kong Country 3 (2005 – Game Boy Advance)                   |  |  |                                             |                                             |                                             |                                             |                                             |                                             |  |  |                                                     |                                                     |                                                     |                                                     |                                                     |                                                     |  |  |  |  |  |  |  |  |  |  |  |  |  |  |  |  |  |  |  |  |  |  |  |  |
| Donkey Kong Country (2003 – Game Boy Advance) |                                             |                                             |                                             |                                             |                                             |  |  |                                                                     |                                                                     |                                                                     |                                                                     |                                                                     |                                                                     |  |  |                                                                   |                                                                   |                                                                   |                                                                   |                                                                   |                                                                   |  |  |                                             |                                             |                                             |                                             |                                             |                                             |  |  |                                                     |                                                     |                                                     |                                                     |                                                     |                                                     |  |  |  |  |  |  |  |  |  |  |  |  |  |  |  |  |  |  |  |  |  |  |  |  |

## Nintendo-Switch-Port
Im Januar 2018 kündigte Nintendo in Form einer Nintendo Direct Mini an, dass das Spiel für Nintendo Switch erscheinen werde. Die Switch-Version erschien schließlich am 4. Mai 2018.